# 야시마번
야시마 번(일본어: 矢島藩 야시마한[*])은 일본 데와국 유리군 야시마 일대에 있던 번이다. 번주는 이코마 가문이며, 번청은 야시마 진야이다.

## 번의 역사
다카마쓰번주였던 이코마 다카토시가 집안 단속을 잘못하여 가문 소동으로 이어졌다는 이유로 1640년에 영지를 몰수당한 뒤, 대신 야시마 1만 석 영지를 받은 것이 야시마 번의 시초이다. 다카토시의 아들인 2대 번주 다카키요가 동생 도시아키에게 영지 2천 석을 떼어주면서, 영지는 8천 석으로 줄었고 이코마 가문은 다이묘 자격을 잃어 고타이요리아이가 되었다.
1868년 보신 전쟁 때, 당시 야시마 영주였던 이코마 지카유키가 신정부 측에 가담하였고, 전쟁이 끝난 뒤 신정부에 의해 보유 영지가 15200석으로 늘어나게 되었다. 이리하여 이코마 가문은 약 200년 만에 제후의 반열에 올라 야시마 번이 부활하게 되었다. 하지만 이내 판적봉환, 폐번치현을 거치면서 야시마 번은 폐지되었다. 따라서 야시마 번은 이코마 다카토시가 야시마로 유배된 1640년부터 다카키요가 다이묘 자격을 잃는 1658년까지, 그리고 부활하였다가 폐번치현으로 야시마 현이 되는 1868년~1871년의 기간 동안에만 존재하였던 것이다.

## 역대 영주
1. 이코마 다카토시(生駒高俊) 재위 1640년 ~ 1658년
2. 이코마 다카키요(生駒高清) 재위 1658년 ~ 1694년
3. 이코마 지카오키(生駒親興) 재위 1694년 ~ 1702년
4. 이코마 마사치카(生駒正親) 재위 1702년 ~ 1706년
5. 이코마 지카나오(生駒親猶) 재위 1706년 ~ 1753년
6. 이코마 지카카타(生駒親賢) 재위 1753년 ~ 1771년
7. 이코마 지카토시(生駒親睦) 재위 1771년 ~ 1782년
8. 이코마 지카아키라(生駒親章) 재위 1782년 ~ 1817년
9. 이코마 지카노리(生駒親孝) 재위 1817년 ~ 1830년
10. 이코마 지카요시(生駒親愛) 재위 1830년 ~ 1839년
11. 이코마 지카미치(生駒親道) 재위 1839년 ~ 1855년
12. 이코마 지카유키(生駒親敬) 재위 1855년 ~ 1871년